# Brasil nos Jogos Pan-Americanos de 1979
O Brasil competiu nos Jogos Pan-Americanos de 1979 em San Juan, em Porto Rico.

## Medalhistas[2]
| Cléo Cristóvão Édson Boaro Gilcimar Jackson Jérson João Luiz Luís Cláudio Luís Henrique | Mica Oswaldo Rogério Silva Silvinho Solitinho Valdoir Vítor Wagner Basílio |

| Guedes Haroldo Maroca Marreco | Maurício Moacyr Teco Xixa |

| Aloisio Badalhoca Bernard Deraldo Hélder João Grangeiro | Mauro Montanaro Moreno Renan William Xandó |

| Adilson Carioquinha Evaristo Fausto Hélio Rubens Marcel | Marcelo Vido Marquinhos Oscar Saiani Ubiratan Zé Geraldo |

| Célia Denise Dora Eliana Heloísa Ivonete | Isabel Jaqueline Lenice Mônica Nanda Rita |

| Cléo Cristóvão Édson Boaro Gilcimar Jackson Jérson João Luiz Luís Cláudio Luís Henrique | Mica Oswaldo Rogério Silva Silvinho Solitinho Valdoir Vítor Wagner Basílio |

| Guedes Haroldo Maroca Marreco | Maurício Moacyr Teco Xixa |

| Aloisio Badalhoca Bernard Deraldo Hélder João Grangeiro | Mauro Montanaro Moreno Renan William Xandó |

| Adilson Carioquinha Evaristo Fausto Hélio Rubens Marcel | Marcelo Vido Marquinhos Oscar Saiani Ubiratan Zé Geraldo |

| Célia Denise Dora Eliana Heloísa Ivonete | Isabel Jaqueline Lenice Mônica Nanda Rita |

| Esporte               | Medalha de ouro | Medalha de prata | Medalha de bronze | Total |
| Atletismo             | 1               | 1                | 3                 | 5     |
| Basquetebol           | 0               | 0                | 1                 | 1     |
| Boxe                  | 0               | 1                | 1                 | 2     |
| Futebol               | 1               | 0                | 0                 | 1     |
| Ginástica             | 0               | 0                | 1                 | 1     |
| Judô                  | 4               | 1                | 2                 | 7     |
| Levantamento de peso  | 0               | 0                | 1                 | 1     |
| Natação               | 0               | 4                | 3                 | 7     |
| Patinação sobre rodas | 0               | 1                | 0                 | 1     |
| Remo                  | 1               | 1                | 1                 | 3     |
| Tiro com arco         | 0               | 0                | 1                 | 1     |
| Tiro esportivo        | 1               | 2                | 1                 | 4     |
| Vela                  | 1               | 1                | 1                 | 3     |
| Voleibol              | 0               | 1                | 1                 | 2     |
| Total                 | 9               | 13               | 17                | 39    |